# Schaatsen op de Olympische Jeugdwinterspelen 2020
Langebaanschaatsen is een van de olympische sporten die beoefend werden tijdens de Olympische Jeugdwinterspelen 2020 in Lausanne. De wedstrijden vonden van 12 tot en met 16 januari plaats. Er werd geschaatst op een natuurijsbaan op het meer van Sankt Moritz, bijna 400 kilometer van Lausanne.
Er waren zeven medaille-evenementen, drie voor jongens en drie voor meisjes. Voor beide groepen waren dat de 500 meter, de 1500 meter en de massastart. Daarnaast was er een gemengde teamsprint.

## Deelnemers
De deelnemers moesten in 2002, 2003 of 2004 geboren zijn. Het maximale aantal deelnemers was door het IOC op 32 jongens en 32 meisjes vastgesteld. Elk land mocht maximaal drie jongens en drie meisjes inschrijven, maar per onderdeel gold een maximum van twee. Kwalificatie geschiedde via het wereldkampioenschappen schaatsen junioren 2019 en via de eerste twee wedstrijden van de wereldbeker schaatsen junioren 2019/2020. Het gastland mocht ten minste één jongen en één meisje inschrijven.

## Medailles

### Jongens
| Onderdeel              | Goud | Goud           | Zilver | Zilver      | Brons | Brons          |
| ---------------------- | ---- | -------------- | ------ | ----------- | ----- | -------------- |
| 500 meter              | JPN  | Yudai Yamamoto | ESP    | Nil Llop    | CHN   | Xue Zhiwen     |
| 1500 meter             | JPN  | Motonaga Arito | RUS    | Pavel Taran | USA   | Jonathan Tobon |
| Massastart (10 ronden) | JPN  | Motonaga Arito | COL    | Diego Amaya | RUS   | Pavel Taran    |

### Meisjes
| Onderdeel              | Goud | Goud           | Zilver | Zilver         | Brons | Brons          |
| ---------------------- | ---- | -------------- | ------ | -------------- | ----- | -------------- |
| 500 meter              | NED  | Isabel Grevelt | CHN    | Wang Jingyi    | JPN   | Yukino Yoshida |
| 1500 meter             | NED  | Myrthe de Boer | JPN    | Yuka Takahashi | CHN   | Yang Binyu     |
| Massastart (10 ronden) | CHN  | Yang Binyu     | CZE    | Zuzana Kuršová | ITA   | Katia Filippi  |

### Gemengd
| Onderdeel  | Goud            | Goud                                                         | Zilver          | Zilver                                                 | Brons           | Brons                                                                |
| ---------- | --------------- | ------------------------------------------------------------ | --------------- | ------------------------------------------------------ | --------------- | -------------------------------------------------------------------- |
| Teamsprint | Team 3          | Team 3                                                       | Team 16         | Team 16                                                | Team 14         | Team 14                                                              |
| Teamsprint | FIN JPN AUT RUS | Sini Siro Yukino Yoshida Ignaz Gschwentner Alexander Sergeev | FIN POL GBR JPN | Laura Kivioja Daria Kopacz Theo Collins Motonaga Arito | ROU RUS FIN USA | Ramona Ionel Valeriia Sorokoletova Tuukka Suomalainen Jonathan Tobon |